# Алексеевское (электродепо)
Электродепо «Алексе́евское» (ТЧ-3) (укр. Електродепо «Олексіївське») — строящееся третье электродепо Харьковского метрополитена, которое будет обслуживать Алексеевскую линию. Открытие электродепо пока неизвестно.
Депо должно было быть построено на северо-западе города, сразу за окружной дорогой. Однако руководство города передало землю для депо в аренду неким коммерческим структурам, из-за чего его постройка откладывалась на неопределённый срок.
По словам Анатолия Кравчука, депо необходимо запустить с открытием станции  «Державинская» и «Одесская» для качественного ночного обслуживания поездов. При открытии станции «Победа» было сообщено, что работы по обустройству депо уже стартуют и их завершат ещё до начала строительства двух станций в южной части линии.

## Строительство
По состоянию на начало 2009 года была выделена территория под строительство, проект и смета строительства находились на завершении согласования. На апрель 2012 года на территории будущего депо проводились подготовительные работы (отсыпка грунта). 11 ноября 2015 Кабинет Министров утвердил смету проектирования и строительства электродепо. Стоимость проектно-изыскательских работ по стадиям проектирования должна составить 1 млн. 14 тыс. 465 грн. Работы должны были осуществляться ЧАО «Харьковметропроект». Проектная смета строительства депо 714 млн 613 тыс. грн. Проектная вместимость депо — 115 вагонов, протяженность — 0,79 км. Согласно документу, персонал электродепо составит 453 человека.. 4 августа 2017 «Киевметрострой» выиграл тендер на строительство тоннелей соединительной ветки к депо. Цена тендера составила на восемь процентов ниже ожидаемой стоимости закупки в 106,8 млн грн.
Строительство тоннелей к депо протяженностью 756 метров было начато в ноябре 2017 года. К августу 2018 года было запланировано проложить 206 метров туннелей. Тоннели строились открытым способом. После пересечения Окружной дороги ветвь к депо должна была пройти вдоль автомагистрали. Само электродепо планировалось сделать наземным.
31 мая 2022 года стало известно об изменении проектной документации в связи со вторжением России на Украину, в результате которого депо планируется построить подземным, что является беспрецедентным для таких объектов на постсоветском пространстве — все депо на его территории находятся на поверхности.

## Подвижной состав

### Пассажирский подвижной состав
- 81-717/714 и их модификация 81-717.5/714.5
- 81-718/719